# Fumaria flabellata
Fumaria flabellata là một loài thực vật có hoa trong họ Anh túc. Loài này được Gasp. mô tả khoa học đầu tiên năm 1842.